# 真夜中だけは好きでいて
『真夜中だけは好きでいて』（まよなかだけはすきでいて）は、畑亜希美による日本の漫画作品。
『プチコミック』（小学館）にて2009年9月号から2010年8月号まで全12話が連載された。単行本は全3巻。

## あらすじ
周りの足を引っ張ってばかりの新米のCMプランナー・春日まどかの習慣は、仕事帰りに一人で反省会をすること。ある日の真夜中、まどかは笑顔が素敵な男性・桐谷に出会う。
翌日、初めて自分の企画が採用され、緊張しながらプレゼンへ向かったまどかは桐谷と再会する。だが桐谷は、まどかの会社から看板クリエーターたちを引き抜いていったライバル会社の社員だった。

## 登場人物

### ドリーム広告社
春日 まどか（かすが まどか）
中堅広告代理店・ドリーム広告社の新米のCMプランナー。身長170cm。仕事帰りに寄ったスーパーで出会った桐谷に好意を抱き、一時期同僚に秘密の関係を続けるが、沙季の妨害により破局する。
浅田 沙季（あさだ さき）
まどかが尊敬する先輩。3歳年上。桐谷とは大学時代からの知り合いで、ずっと好きだった。体だけの関係を続けていた。
幸村（ゆきむら）
まどかの同期。まどかのことが好き。まどかが桐谷を忘れられるなら踏み台になってもよい覚悟を伝え、告白する。
山川（やまかわ）
まどかの上司。ふざけた言動が多いが有能なプランナー。

### MM広告
桐谷 純（きりや じゅん）
MM広告の実質経営者。元・広告代理店最大手、太通の営業マン。MM広告を立ち上げ、数社から看板プランナーやコピーライターを引き抜き、中には倒産に追い込まれる会社もあり、業界では非道な男として認知されている。
広告クリエーターだった父を死に追いやった人々に復讐するために、引き抜きなど強引な手法を取る。
沢口（さわぐち）
MM広告の社長（肩書きのみ）。家が資産家で、MM広告の他にも飲食店やアパレル関係など手広く経営する起業家。桐谷の復讐に燃える目つきに惚れ出資した。

## 単行本同時収録
個別指導
『プチコミック』2007年4月号 掲載
手料理を「重い」と言われ彼氏を振った月夜。その日、道で行き倒れている若い男を拾い、成り行きで食事を与え、事情を話すと、愛し方を教えてやると言われ……。
つぼみにkissを
『プチコミック』2008年5月号 掲載
「男は下半身に感情が宿っている」、父親にそう教えられ育ったモデルのしおりは、大の男嫌いになっていた。周囲で結婚ラッシュが続き、幸せそうな顔を見るうちに、自分も男が欲しいと思うようになる。
王子は家で待っている
『プチコミック』2009年7月号ふろく 掲載
女子で初めて営業職を希望した白河ルミ。自分に愛想も可愛げも無いことも分かっているから、せめて仕事だけはと、1億円の契約を取ろうと張り切っていた。しかし、自分より仕事のできない同期の男子が先に昇進し、仕事も報われない。そんなルミの家には家政夫・北大路がいた。ホストのような言動をする北大路に心かき乱されるルミだったが、自分を肯定してくれる存在は心の支えでもあった。

## 書誌情報
畑亜希美 『真夜中だけは好きでいて』 小学館〈プチコミックフラワーコミックスα〉 全3巻
1. 2010年3月10日発売、ISBN 978-4-09-132897-7、「個別指導」収録
2. 2010年4月09日発売、ISBN 978-4-09-133163-2、「つぼみにkissを」収録
3. 2010年9月10日発売、ISBN 978-4-09-133309-4、「王子は家で待っている」収録